# Gonzalo Sánchez av Aragonien
Gonzalo Sánchez av Aragonien, död 997, var regerande greve av Aragonien mellan 996 och 997.